# Маляров, Вячеслав Владимирович
Вячесла́в Влади́мирович Маляро́в (10 января 1969, Балаково, Саратовская область, РСФСР, СССР — 3 сентября 2004, Беслан, Северная Осетия — Алания, Россия) — советский и российский военнослужащий, старший оперуполномоченный Управления «А» («Альфа») Центра специального назначения Федеральной службы безопасности Российской Федерации, майор, погибший при освобождении заложников во время теракта в Беслане. Посмертно награждён орденом «За заслуги перед Отечеством» IV степени.

## Биография
Вячеслав Маляров родился 10 января 1969 года в городе Балаково Саратовской области. Рос без отца. С 1976 по 1986 годы учился в средней школе № 10. В 1979—1987 годах Маляров занимался в ДЮСШ-1, показав себя талантливым спортсменом, несмотря на отсутствие выдающихся физических данных. Был победителем и призёром областных соревнований по метанию молота. Информация о спортивных достижениях Малярова до сих пор находится в спортивной школе на доске рекордов, и почти двадцать лет никто из балаковских легкоатлетов не мог сравниться с ним в метании молота. Получил звание кандидата в мастера спорта по лёгкой атлетике.
В 1986 году Вячеслав поступил в Смоленский государственный институт физической культуры; на первом курсе он также окончил курсы парашютистов. По окончании первого курса Маляров добровольно вступил в ряды Советской армии, осуществив свою давнюю мечту стать военным. В 1987 году он был направлен в Афганистан, где принимал участие в боевых действиях, служа в 80-й отдельной разведроте 103-й воздушно-десантной дивизии. За период боевых действий Вячеслав был награждён тремя медалями, среди которых была медаль «За отвагу».
В 1989 году Маляров демобилизовался и продолжил обучение в институте, который окончил в 1992 году. Решив связать свою дальнейшую судьбу с армией, Маляров поступил на службу по контракту в 218-й отдельный батальон ВДВ специального назначения, дислоцированный в Подмосковье. В 1995 году получил звание прапорщика.

### Служба в «Альфе»

Мемориальная доска Малярову на здании Смоленского государственного университета спорта.

С апреля 1996 года Вячеслав Маляров нёс службу в рядах спецподразделения ФСБ «Альфа». С 1999 года Маляров неоднократно выезжал в служебные командировки на Северный Кавказ. В октябре 2002 года он участвовал в освобождении заложников в Театральном центре на Дубровке. Начав службу в 1996 году в звании старшего прапорщика, достиг воинского звания «майор», а в конце 2004 года должен был получить звание подполковника.
1 сентября 2004 года в городе Беслане террористами было захвачено в заложники более 1100 человек, большинство из которых составили дети. 3 сентября в спортзале, где находилось большинство заложников, произошли взрывы. Выжившие после двух взрывов заложники стали разбегаться, и спецназ ФСБ начал операцию по обезвреживанию боевиков и освобождению заложников, которых террористы перегнали из спортзала в школьную столовую. В ходе штурма здания майор Маляров, действуя внутри школы, вытащил раненого товарища из-под огня террористов и оказал первую помощь. Перекрыв направление обстрела, который вёлся несколькими террористами по помещению, где находилось большое количество заложников, Маляров открыл ответный огонь. Получив тяжёлое ранение, офицер «Альфы» продолжал вести бой, сам ранил двух бандитов и заставил их отступить. Тяжелораненого Малярова эвакуировали в госпиталь, но спасти не смогли.
За проявленные мужество и героизм майор Маляров Вячеслав Владимирович был посмертно награждён орденом «За заслуги перед Отечеством» IV степени.
7 сентября 2004 года он был похоронен в Москве на Николо-Архангельском кладбище.

Могила Малярова на Николо-Архангельском кладбище Москвы.

### Личная жизнь
У Вячеслава Малярова остались жена Татьяна, сын Олег (род. 1985) и дочь Кристина (род. 1987). Мать — Анна Петровна. Внук — Вячеслав (род. 2012).

## Награды
Государственные награды России:
- орден «За заслуги перед Отечеством» IV степени (с мечами);
- орден Мужества;
- медаль «За отвагу»[3];
- медали ордена «За заслуги перед Отечеством» I и II степени (с мечами);
- медаль Суворова.

Советские государственные награды:
- медаль «За отвагу»;
- медаль «За отличие в воинской службе»;
- медаль «Воину-интернационалисту от благодарного афганского народа»;
- нагрудный знак «За отличие в боевых операциях».

## Память
В ноябре 2004 года Вячеслав Маляров был посмертно удостоен звания «Почётный гражданин» города Балаково Саратовской области.
11 января 2005 года на фасаде средней общеобразовательной школы № 10 города Балаково, где учился Вячеслав Маляров и которая была переименована в его честь, была открыта мемориальная доска. Вторая мемориальная доска была торжественно открыта в октябре 2008 года на здании детско-юношеской спортивной школы № 1. Также в Балаково проводятся ежегодные турниры по борьбе памяти Вячеслава Малярова.
В 2009 году был снят документальный фильм «Бессмертен», посвящённый боевому подвигу майора Вячеслава Малярова.
В марте 2015 года администрация г. Балаково приняла решение назвать одну из улиц в новом городском микрорайоне в честь своего соотечественника майора Вячеслава Малярова. В 2018 году памятник Малярову был установлен в одном из парков его родного города.